# Creu de Pere Mora
La Creu de Pere Mora o Creu de Terme, és un peiró situat al municipi de Torrent. És Bé d'Interés Cultural amb identificador nombre 46.14.244-031.